# Șerbănești (Ștefănești), Vâlcea
Șerbănești este un sat în comuna Ștefănești din județul Vâlcea, Oltenia, România.

## Obiective
- Mănăstirea Morunglavu

 Acest articol despre o localitate din județul Vâlcea este deocamdată un ciot. Puteți ajuta Wikipedia prin completarea lui.